# Willi Heinz
Pour les articles homonymes, voir Heinz.

a Compétitions nationales et continentales officielles uniquement.

b Matchs officiels uniquement.
Dernière mise à jour le 7 juillet 2022.
Willi Heinz, né le 24 novembre 1986 à Christchurch en Nouvelle-Zélande, est un joueur de rugby à XV international anglais d'origine néo-zélandaise. Il évolue au poste de demi de mêlée avec Canterbury. Il a précédemment joué pour les Crusaders, Gloucester et Worcester.

## Biographie

### Jeunesse et formation
Willi Heinz est né à Christchurch, dans la région de Canterbury en Nouvelle-Zélande. Il y grandit et commence le rugby. Il a des origines anglaises par sa grand-mère maternelle, Aylieff, qui était anglaise. Elle est née et a grandi dans le village de Bishop’s Waltham, près de Southampton. Elle a rencontré son grand-père durant la Seconde Guerre mondiale. Il faisait partie de la Royal New Zealand Navy.
Il joue au rugby avec l'équipe de son lycée, Burnside High School.
Il a joué pendant quatre ans dans son équipe de rugby XV scolaire, ce qui est un record pour l'école[réf. nécessaire]. 

### Carrière en club
Il commence sa carrière avec Canterbury en National Provincial Championship (NPC) en 2009. Il fait ses débuts en Super 14 un an plus tard avec les Crusaders, le 12 mars 2010 face aux Chiefs. Il ne joue que cinq minutes et son équipe s'impose 26 à 19. Il marque son premier essai la semaine suivante face aux Lions. Il commence à s'imposer en Nouvelle-Zélande à partir de 2012 et y restera jusqu'à la fin de l'année 2014. Il deviendra même capitaine de Canterbury avec qui il gagnera quatre fois consécutives le National Provincial Championship de 2010 à 2013.
Le 24 février 2015, le club de Premiership, Gloucester Rugby, a annoncé sa signature pour le début de la saison 2015-2016. Il a été recruté pour apporter son l'expérience, son leadership à sa nouvelle équipe, et participer à la rotation au poste de demi de mêlée où jouent déjà Greig Laidlaw et Callum Braley. Il y joue durant six saisons. Ses bonnes performances lui valent de devenir le capitaine de l'équipe et d'être appelé avec le XV de la rose en mai 2017. Avec Gloucester, il est deux fois finaliste du Challenge européen, en 2017 et 2018. Il est titulaire lors de la finale perdue face au Stade français en 2017, et ne joue pas la finale 2018 que son équipe perd à nouveau.
À l'issue de la saison 2020-2021, il décide de quitter Gloucester et de rejoindre les Worcester Warriors. Il n'y reste qu'une seule saison et joue six matchs pour deux essais marqués lors de ses deux premiers matchs face au London Irish et aux Harlequins. Sa saison est cependant écourtée par une blessure à l'aine qui l'écarte des terrains durant cinq mois.
En mars 2022, il choisit ensuite de rentrer en Nouvelle-Zélande après un passage de huit ans en Angleterre, en résiliant son contrat, avec effet immédiat. Il rejoint Canterbury, sa première équipe.

### Carrière internationale
En mai 2017, le sélectionneur de l'Angleterre Eddie Jones le convoque à un camp d'entraînement avec l'équipe anglaise. Willi Heinz est sélectionnable avec l'Angleterre par le biais de sa grand-mère maternelle qui était anglaise. 
En juillet 2019, il est sélectionné en équipe nationale pour préparer la Coupe du monde 2019. Ensuite, il est choisi comme demi de mêlée titulaire et vice-capitaine pour le premier test international estival contre le Pays de Galles. Ce match marque ses débuts internationaux pour l'équipe nationale anglaise. Un jour seulement après ses débuts internationaux, Heinz a été nommé dans le groupe anglais de 31 joueurs pour la Coupe du monde 2019.
Il joue ensuite trois autres tests internationaux avant la Coupe du monde face au Pays de Galles, l'Irlande et l'Italie
Durant la  Coupe du monde 2019, Heinz joue cinq matchs sur les six qu'a joué l'Angleterre. Il ne manque que le dernier match, la finale à cause d'une blessure aux ischio-jambiers contractée lors de la victoire anglaise face aux All Blacks. Son pays s'inclinera en finale face à l'Afrique du Sud. Il ne connait qu'une seule titularisation, face aux États-Unis.
Il est ensuite sélectionné pour le Tournoi des Six Nations 2020. Il joue quatre des cinq matchs anglais et remporte ce tournoi. Il n'est titulaire qu'une seule fois, face à l'Écosse et ne peut pas jouer le dernier match du tournoi face à l'Italie à cause d'une blessure à la jambe,. Il est remplacé par Alex Mitchell.
Durant ses deux années en équipe nationale, Willi Heinz est la doublure de Ben Youngs au poste de demi de mêlée.

## Statistiques internationales
Willi Heinz compte treize sélection avec l'équipe d'Angleterre, mais n'a jamais marqué de points avec.
Il joue quatre tests internationaux en 2019 et est titulaire deux fois. Puis il prend part à une édition de la Coupe du monde en 2019 où il joue cinq matchs dont une titularisation, et à une édition du Tournoi des Six Nations en 2020 où il joue quatre matchs pour une titularisation.
| Année | Compétition    | Matchs | Points | Essais |
| ----- | -------------- | ------ | ------ | ------ |
| 2019  | Test matchs    | 4      | -      | -      |
| 2019  | Coupe du monde | 5      | -      | -      |
| 2020  | Test matchs    | 4      | -      | -      |
| Total | Total          | 13     | 0      | 0      |

| Adversaire       | Matchs joués | Victoires | Défaites | Nuls | Essais | Points | % de victoire |
| ---------------- | ------------ | --------- | -------- | ---- | ------ | ------ | ------------- |
| Argentine        | 1            | 1         | 0        | 0    | 0      | 0      | 100           |
| Australie        | 1            | 1         | 0        | 0    | 0      | 0      | 100           |
| Écosse           | 1            | 1         | 0        | 0    | 0      | 0      | 100           |
| États-Unis       | 1            | 1         | 0        | 0    | 0      | 0      | 100           |
| France           | 1            | 0         | 1        | 0    | 0      | 0      | 0             |
| Pays de Galles   | 3            | 2         | 1        | 0    | 0      | 0      | 66.67         |
| Irlande          | 2            | 2         | 0        | 0    | 0      | 0      | 100           |
| Italie           | 1            | 1         | 0        | 0    | 0      | 0      | 100           |
| Nouvelle-Zélande | 1            | 1         | 0        | 0    | 0      | 0      | 100           |
| Tonga            | 1            | 1         | 0        | 0    | 0      | 0      | 100           |
| Total            | 13           | 11        | 2        | 0    | 0      | 0      | 84.62         |

## Palmarès

### En club
- Canterbury
  - Vainqueur du National Provincial Championship en 2010, 2011, 2012 et 2013

- Crusaders
  - Finaliste du Super 15 en 2011 et 2014

- Gloucester
  - Finaliste du Challenge européen en 2017 et 2018

### En sélection nationale
- Angleterre
  - Finaliste de la Coupe du monde en 2019
  - Vainqueur du Tournoi des Six Nations en 2020
  - Vainqueur de la Triple Couronne en 2020

#### Tournoi des Six Nations
| Édition                      | Rang | Résultats Angleterre | Résultats Heinz | Matchs Heinz |
| ---------------------------- | ---- | -------------------- | --------------- | ------------ |
| Tournoi des Six Nations 2020 | 1    | 4 v, 0 n, 1 d        | 3 v, 0 n, 1 d   | 4/5          |

Légende : v = victoire ; n = match nul ; d = défaite ; la ligne est en gras quand il y a Grand Chelem.

#### Coupe du monde
| Édition    | Rang      | Résultats Angleterre | Résultats Heinz | Matchs Heinz |
| ---------- | --------- | -------------------- | --------------- | ------------ |
| Japon 2019 | Finaliste | 5 v, 0 n, 1 d        | 5 v, 0 n, 0 d   | 5/6          |